# Виново
Виново (итал. Vinovo) је насеље у Италији у округу Торино, региону Пијемонт.
Према процени из 2011. у насељу је живело 10173 становника. Насеље се налази на надморској висини од 234 м.

## Становништво
| 1931. | 1936. | 1951. | 1961. | 1971. | 1981.  | 1991.  | 2001.  | 2011.  |
| ----- | ----- | ----- | ----- | ----- | ------ | ------ | ------ | ------ |
| 2.806 | 2.799 | 3.114 | 4.062 | 7.592 | 11.591 | 13.435 | 13.425 | 14.108 |